# Christopher Walken
Christopher Walken, all'anagrafe Ronald Walken (New York, 31 marzo 1943), è un attore statunitense, vincitore nel 1979 di un Oscar al miglior attore non protagonista, per la sua interpretazione ne Il cacciatore.
Walken è diventato celebre per le interpretazioni di personaggi eccentrici, instabili e pericolosi e in diverse occasioni ha sfruttato la sua immagine anche per ottenere un effetto comico.
Nella sua carriera ha vinto numerosi premi, tra cui un Premio Oscar e un BAFTA.

## Biografia
Nato nel Queens, New York, nel 1943 da una coppia di fornai, il tedesco Richard Walken (1903–2001), emigrato nel 1928, e la scozzese Rosalie Russell (1907–2010), Walken iniziò la sua carriera come ballerino; infatti la madre sognava per lui e per i suoi due fratelli un futuro nel mondo dello spettacolo e li iscrisse a diversi corsi di danza, in particolare di tip-tap, per prepararli ai provini per dei musical. Dunque il suo esordio nel mondo dello spettacolo risale alla fine degli anni cinquanta, grazie a partecipazioni a diverse produzioni televisive e teatrali in veste di ballerino con il nome di "Ronnie Walken", che tramuterà in "Christopher Walken" solo negli anni sessanta. Un certo numero di suoi film contengono anche dei passi di danza, ricordando la sua formazione ed i suoi inizi nel mondo dello spettacolo.
Sempre negli anni sessanta si iscrisse alla Hofstra University di Hempstead, New York, da cui si ritirò nel 1963 per dedicarsi al teatro. Infatti Walken ha avuto anche una ricca carriera teatrale, oltre a quella più celebre cinematografica, con più di 100 spettacoli al suo attivo. Ha vinto il Clarence Derwent Award per la sua performance in The Lion in Winter nel 1966, un Theatre World Award per la sua interpretazione nella pièce teatrale The Rose Tattoo, sempre nel 1966, e un Obie Award per Kid Champion nel 1975. Ha recitato nei ruoli principali di un gran numero di opere di Shakespeare, tra cui Amleto, Macbeth, Romeo e Giulietta e Coriolano.
Sul grande schermo il film del debutto fu Me and My Brother (1969) diretto dal regista Robert Frank. Nello stesso anno sposò Georgianne Thon, che aveva conosciuto durante le rappresentazioni del musical West Side Story. Negli anni settanta la sua carriera decollò grazie a partecipazioni a pellicole importanti come Io e Annie (1977), diretta da Woody Allen, in cui interpretava il fratello aspirante suicida della protagonista. Tuttavia il suo anno d'oro fu il 1978, quando fu tra i protagonisti de Il cacciatore, diretto da Michael Cimino, nella parte di un veterano del Vietnam disturbato mentalmente. Lì recitò a fianco di Robert De Niro e grazie alla sua interpretazione si aggiudicò l'Oscar al miglior attore non protagonista. Durante le riprese Walken sputò in faccia a De Niro durante una scena, ciò non era previsto dalla sceneggiatura e De Niro non la prese bene. Sempre verso la fine degli anni settanta scrisse una pièce teatrale sulla vita di Elvis Presley intitolata Him.

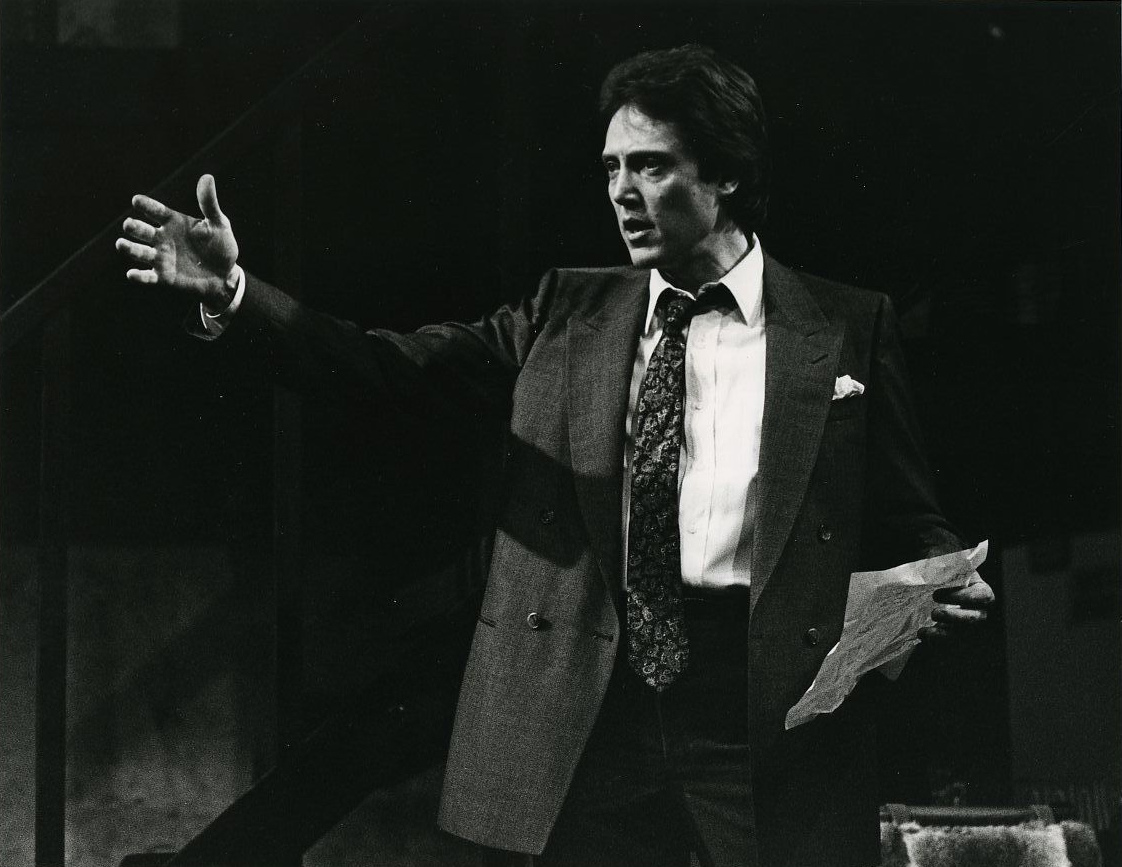
Christopher Walken nel 1984

Dopo che nel 1980 era già stato protagonista di un'aggressione, il 29 novembre 1981 fu protagonista di un misterioso fatto di cronaca: quel giorno era a bordo dello yacht dell'amico e attore Robert Wagner e di sua moglie Natalie Wood; quest'ultima, secondo quanto accertato dalle indagini, a seguito di una serata passata tra alcool e litigi, aveva lasciato lo yacht da sola a bordo di un gommone, venendo poi ritrovata annegata a testa in giù al largo dell'isola di Santa Catalina. Il fatto diede vita a diverse illazioni, mai confermate, circa una presunta storia d'amore tra lui e la donna.
La sua carriera non ebbe a risentirne, continuando con grandi successi e riconoscimenti; Walken nel 1983 partecipò a La zona morta, tratto da un romanzo di Stephen King e diretto da David Cronenberg, a 007 - Bersaglio mobile, diretto da John Glenn del 1985, e Milagro, diretto da Robert Redford del 1988. Nel 1986 era stato scelto da Woody Allen per il ruolo di David in Hannah e le sue sorelle, ma dopo pochi giorni di riprese abbandonò il set per non meglio chiarite divergenze col regista statunitense: al suo posto Allen chiamò Sam Waterston. Il regista dichiarò in seguito che Walken era un grande attore e attribuì a sé stesso la responsabilità di non essere riuscito a entrare in sintonia con lui durante la lavorazione del film.
Negli anni novanta partecipò nuovamente a film di successo, quali ad esempio Batman - Il ritorno (1992), diretto da Tim Burton, nel quale ha interpretato il villain Max Shreck, Una vita al massimo di Tony Scott e al film cult di Quentin Tarantino Pulp Fiction del 1994. Nel 1996 è stato protagonista del videogioco fatto a film Ripper prodotto da Take2, in cui interpretava un investigatore di polizia chiamato Vince Magnotta. Nel 1999 fu al fianco di Johnny Depp e Christina Ricci in Il mistero di Sleepy Hollow, di Tim Burton nei panni del Cavaliere senza testa.
Nel 1993 e nel 2001 ha partecipato a due videoclip musicali: il suo primo ruolo fu quello di angelo della morte nel video Bad Girl di Madonna e la seconda apparizione è stata in Weapon of Choice di Fatboy Slim, video di cui ha curato anche le coreografie, per le quali ha vinto l'MTV Video Music Award. Nel 2002 ha ricevuto una seconda candidatura agli Oscar per Prova a prendermi di Steven Spielberg. Nello stesso anno ricevette la candidatura ai Razzie Awards nella categoria peggior attore non protagonista dell'anno per The Country Bears - I favolorsi, riottenendo nel 2003 la candidatura nella stessa categoria per Amore estremo - Tough Love.
Nel 2007 tornò a recitare a fianco di Michelle Pfeiffer nel musical di successo Hairspray - Grasso è bello, in cui recitavano anche John Travolta, Queen Latifah, Zac Efron e Amanda Bynes. Nel 2011 partecipò alla commedia nera 7 psicopatici. Nel 2013 partecipò al film The Power of Few - Il potere dei pochi. Nel 2014 interpretò il boss Angelo "Gyp" DeCarlo nel film Jersey Boys, diretto da Clint Eastwood. Nel 2016 Walken partecipò in veste di doppiatore al remake Disney Il libro della giungla, diretto da Jon Favreau, dove prestò la sua voce al celeberrimo personaggio di Luigi, il capo delle scimmie della giungla bramoso di scoprire il segreto del fuoco per essere più simile all'uomo.
Nel 2024 è tra i protagonisti del colossal Dune - Parte due di Denis Villeneuve, dove interpreta l’imperatore Shaddam IV.

## Vita privata
Dal 1969 è sposato con Georgianne Thon. Non ha figli.

## Filmografia

### Attore

#### Cinema
- Me and My Brother, regia di Robert Frank (1969)
- Rapina record a New York (The Anderson Tapes), regia di Sidney Lumet (1971)
- Brain Control (The Happiness Cage), regia di Bernard Girard (1972)
- Stop a Greenwich Village (Next Stop, Greenwich Village), regia di Paul Mazursky (1976)
- Sentinel (The Sentinel), regia di Michael Winner (1977)
- Io e Annie (Annie Hall), regia di Woody Allen (1977)
- Roseland, regia di James Ivory (1977)
- Spara, uomo, spara al sole rosso (Shoot the Sun Down), regia di David Leeds (1978)
- Il cacciatore (The Deer Hunter), regia di Michael Cimino (1978)
- Il segno degli Hannan (Last Embrace), regia di Jonathan Demme (1979)
- I cancelli del cielo (Heaven's Gate), regia di Michael Cimino (1980)
- I mastini della guerra (The Dogs of War), regia di John Irvin (1980)
- Spiccioli dal cielo (Pennies from Heaven), regia di Herbert Ross (1981)
- Brainstorm - Generazione elettronica (Brainstorm), regia di Douglas Trumbull (1983)
- La zona morta (The Dead Zone), regia di David Cronenberg (1983)
- 007 - Bersaglio mobile (A View to a Kill), regia di John Glen (1985)
- A distanza ravvicinata (At Close Range), regia di James Foley (1986)
- L'ultimo scoop (Deadline), regia di Nathaniel Gutman (1987)
- Milagro (The Milagro Beanfield War), regia di Robert Redford (1988)
- Frenesie... militari (Biloxi Blues), regia di Mike Nichols (1988)
- Il gatto con gli stivali (Puss in Boots), regia di Eugene Marner (1988)
- Homeboy, regia di Michael Seresin (1988)
- Communion, regia di Philippe Mora (1989)
- King of New York, regia di Abel Ferrara (1990)
- Cortesie per gli ospiti (The Comfort of Strangers), regia di Paul Schrader (1990)
- McBain, regia di James Glickenhaus (1991)
- Trappola per un innocente (All-American Murder), regia di Anson Williams (1991)
- Amanti, primedonne (Mistress), regia di Barry Primus (1992)
- Batman - Il ritorno (Batman Returns), regia di Tim Burton (1992)
- Il giorno del perdono (Le Grand pardon II), regia di Alexandre Arcady (1992)
- Una vita al massimo (True Romance), regia di Tony Scott (1993)
- Fusi di testa 2 - Waynestock (Wayne's World 2), regia di Stephen Surjik (1993)
- Il sogno di Kate (A Business Affair), regia di Charlotte Brandstrom (1994)
- Pulp Fiction, regia di Quentin Tarantino (1994)
- The Addiction - Vampiri a New York (The Addiction), regia di Abel Ferrara (1995)
- L'ultima profezia (The Prophecy), regia di Gregory Widen (1995)
- Il tocco del diavolo (Wild Side), regia di Donald Cammell (1995)
- Cerca e distruggi (Search and Destroy), regia di David Salle (1995)
- Cosa fare a Denver quando sei morto (Things to Do in Denver When You're Dead), regia di Gary Fleder (1995)
- Minuti contati (Nick of Time), regia di John Badham (1995)
- Celluloide, regia di Carlo Lizzani (1996)
- Basquiat, regia di Julian Schnabel (1996)
- Fratelli (The Funeral), regia di Abel Ferrara (1996)
- Ancora vivo - Last Man Standing (Last Man Standing), regia di Walter Hill (1996)
- Touch, regia di Paul Schrader (1997)
- Una ragazza sfrenata (Excess Baggage), regia di Marco Brambilla (1997)
- Suicide Kings, regia di Peter O'Fallon (1997)
- Un topolino sotto sfratto (Mousehunt), regia di Gore Verbinski (1997)
- L'angelo del male (The Prophecy II), regia di Greg Spence (1998)
- Illuminata, regia di John Turturro (1998)
- New Rose Hotel, regia di Abel Ferrara (1998)
- Trance, regia di Michael Almereyda (1998)
- Sbucato dal passato (Blast from the Past), regia di Hugh Wilson (1999)
- Il mistero di Sleepy Hollow (Sleepy Hollow), regia di Tim Burton (1999)
- Kiss Toledo Goodbye, regia di Lyndon Chubbuck (1999)
- La profezia (The Prophecy 3: The Ascent), regia di Patrick Lussier (2000)
- The Opportunists, regia di Myles Connell (2000)
- Scotland, Pa, regia di Billy Morrissette (2001)
- Le avventure di Joe Dirt (Joe Dirt), regia di Dennie Gordon (2001)
- I perfetti innamorati (America's Sweethearts), regia di Joe Roth (2001)
- L'intrigo della collana (The Affair of the Necklace), regia di Charles Shyer (2001)
- Poolhall Junkies, regia di Mars Callahan (2002)
- The Country Bears - I favolorsi (The Country Bears), regia di Peter Hastings (2002)
- Bara con vista (Plots with a View), regia di Nick Hurran (2002)
- Prova a prendermi (Catch Me If You Can), regia di Steven Spielberg (2002)
- Kangaroo Jack - Prendi i soldi e salta (Kangaroo Jack), regia di David McNally (2003)
- Amore estremo - Tough Love (Gigli), regia di Martin Brest (2003)
- Il tesoro dell'Amazzonia (The Rundown), regia di Peter Berg (2003)
- Man on Fire - Il fuoco della vendetta (Man on Fire), regia di Tony Scott (2004)
- L'invidia del mio migliore amico (Envy), regia di Barry Levinson (2004)
- La donna perfetta (The Stepford Wives), regia di Frank Oz (2004)
- Dietro l'angolo (Around the Bend), regia di Jordan Roberts (2004)
- 2 single a nozze - Wedding Crashers (Wedding Crashers), regia di David Dobkin (2005)
- Romance & Cigarettes, regia di John Turturro (2005)
- Domino, regia di Tony Scott (2005)
- Cambia la tua vita con un click (Click), regia di Frank Coraci (2006)
- Fade to Black, regia di Oliver Parker (2006)
- L'uomo dell'anno (Man of the Year), regia di Barry Levinson (2006)
- Hairspray - Grasso è bello (Hairspray), regia di Adam Shankman (2007)
- Balls of Fury - Palle in gioco (Balls of Fury), regia di Robert Ben Garant (2007)
- 5 dollari al giorno ($5 a Day), regia di Nigel Cole (2008)
- The Maiden Heist - Colpo grosso al museo (The Maiden Heist), regia di Peter Hewitt (2009)
- Life's a Beach, regia di Tony Vitale (2010)
- Bulletproof Man (Kill the Irishman), regia di Jonathan Hensleigh (2011)
- Dark Horse, regia di Todd Solondz (2011)
- Uomini di parola (Stand Up Guys), regia di Fisher Stevens (2012)
- 7 psicopatici (Seven Psychopaths), regia di Martin McDonagh (2012)
- Una fragile armonia (A Late Quartet), regia di Yaron Zilberman (2012)
- The Power of Few - Il potere dei pochi (The Power of Few), regia di Leone Marucci (2013)
- Gods Behaving Badly, regia di Marc Turtletaub (2013)
- Jersey Boys, regia di Clint Eastwood (2014)
- Ancora una volta (One More Time), regia di Robert Edwards (2015)
- La famiglia Fang (The Family Fang), regia di Jason Bateman (2015)
- Joe Dirt 2 - Sfigati si nasce (Joe Dirt 2: Beautiful Loser), regia di Fred Wolf (2015)
- Eddie the Eagle - Il coraggio della follia (Eddie the Eagle), regia di Dexter Fletcher (2016)
- Una vita da gatto (Nine Lives), regia di Barry Sonnenfeld (2016)
- 2 gran figli di... (Father Figures), regia di Lawrence Sher (2017)
- L'unica (Irreplaceable You), regia di Stephanie Laing (2018)
- Jesus Rolls - Quintana è tornato! (The Jesus Rolls), regia di John Turturro (2019)
- Nonno questa volta è guerra (The War with Grandpa), regia di Tim Hill (2020)
- Il profumo dell'erba selvatica (Wild Mountain Thyme), regia di John Patrick Shanley (2020)
- Il processo Percy (Percy), regia di Clark Johnson (2020)
- Dune - Parte due (Dune: Part Two), regia di Denis Villeneuve (2024)

#### Televisione
- The Wonderful John Acton – serie TV (1953)
- The Motorola Television Hour – serie TV, 1 episodio (1954)
- La città in controluce (Naked City) – serie TV, episodio 4x17 (1963)
- Barefoot in Athens, regia di George Schaefer – film TV (1966)
- The Three Musketeers – film TV (1969)
- New York Television Theatre – serie TV, 1 episodio (1970)
- Hawaii Squadra Cinque Zero (Hawaii Five-O) – serie TV, episodio 2x17 (1970)
- Valley Forge, regia di Fielder Cook – film TV (1975)
- Kojak – serie TV, episodio 4x22 (1977)
- American Playhouse – serie TV, episodio 1x04 (1982)
- Sentieri (The Guiding Light) – soap opera, 1 puntata (1984)
- Un passo dal cuore (Sarah, Plain and Tall), regia di Glenn Jordan – film TV (1991)
- Sarah: l'allodola (Skylark), regia di Joseph Sargent – film TV (1993)
- Scam - Una prova per Maggie (Scam), regia di John Flynn – film TV (1993)
- Vendetta, regia di Nicholas Meyer – film TV (1999)
- La fine dell'inverno (Sarah, Plain and Tall: Winter's End) – film TV (1999)
- Giulio Cesare (Julius Caesar), regia di Uli Edel – miniserie TV (2002)
- Turks & Caicos, regia di David Hare – film TV (2014)
- The Outlaws – serie TV, 12 episodi (2021)
- Scissione (Severance) – serie TV, 9 episodi (2022)

#### Cortometraggi
- The Boy Who Saw Through, regia di Mary Ellen Bute (1956)
- Engine Trouble, regia di Brad Barnes (2002)
- Disaster! A Major Motion Picture Ride... Starring You!, regia di Jay Torres (2008)

### Doppiatore
- Ripper – videogioco (1996)
- Privateer 2: The Darkening – videogioco (1996)
- Z la formica (Antz), regia di Eric Darnell e Tim Johnson (1998)
- True Crime: Streets of LA – videogioco (2003)
- True Crime: New York City – videogioco (2005)
- 30 Rock – serie TV, episodio 4x04 (2009)
- The Legend of Harrow Woods, regia di Richard Driscoll (2011)
- Il libro della giungla, regia di Jon Favreau (2016)

## Teatro
- The Climate of Eden (1952)
- La visita della vecchia signora (1958)
- J.B. (1958)
- High Spirits (1964)
- Baker Street (1965)
- The Lion in Winter (1966)
- The Rose Tattoo (1966)
- The Unknown Soldier and His Wife (1967)
- Enemies (1972)
- The Plough and the Stars (1973)
- Il mercante di Venezia (1973)
- Sweet Bird of Youth (1975)
- Hurlyburly (1984)
- Him (1995)
- James Joyce's The Dead (2000)
- Il gabbiano (2001)
- A Behanding in Spokane (2010)

## Videoclip
- Bad Girl, regia di David Fincher (1993)
- Weapon of Choice, regia di Spike Jonze (2001)

## Riconoscimenti
- Premio Oscar
  - 1979 – Miglior attore non protagonista per Il cacciatore
  - 2003 – Candidatura al miglior attore non protagonista per Prova a prendermi

- Golden Globe
  - 1979 – Candidatura al miglior attore non protagonista per Il cacciatore

- BAFTA
  - 1980 – Candidatura al miglior attore non protagonista per Il cacciatore
  - 2003 – Miglior attore non protagonista per Prova a prendermi

- Hollywood Film Festival
  - 2007 – Miglior cast dell'anno per Hairspray - Grasso è bello

- MTV Movie Awards
  - 2000 – Candidatura al miglior cattivo per Il mistero di Sleepy Hollow

- Premio Emmy[2]
  - 1991 – Candidatura al miglior attore protagonista in una miniserie o film per Un passo dal cuore
  - 2022 – Candidatura al miglior attore non protagonista in una serie drammatica per Scissione

- Razzie Awards
  - 2003 – Candidatura al peggior attore non protagonista per The Country Bears - I favolorsi
  - 2004 – Candidatura al peggior attore non protagonista per Amore estremo - Tough Love e Kangaroo Jack - Prendi i soldi e salta

- Satellite Award
  - 2005 – Miglior attore non protagonista in un film drammatico per Dietro l'angolo

- Screen Actors Guild Award
  - 2003 – Miglior attore non protagonista cinematografico per Prova a prendermi
  - 2008 – Candidatura al miglior cast cinematografico per Hairspray - Grasso è bello

- Spike Video Game Awards
  - 2005 – Miglior performance maschile da non protagonista per True Crime: New York City

## Doppiatori italiani
Nelle versioni in italiano delle opere in cui ha recitato, Christopher Walken è stato doppiato da:
- Gino La Monica in Stop a Greenwich Village, Brainstorm - Generazione elettronica, A distanza ravvicinata, Una vita al massimo, Fusi di testa 2 - Waynestock, Scam - Una prova per Maggie, L'ultima profezia, Cerca e distruggi, L'angelo del male, Sbucato dal passato, La fine dell'inverno, La profezia, The Country Bears - I favolorsi, Prova a prendermi, La donna perfetta, Turks & Caicos, La famiglia Fang, 2 gran figli di..., Jesus Rolls - Quintana è tornato!, Scissione, Dune - Parte due
- Dario Penne in Cortesie per gli ospiti, Fratelli, Una ragazza sfrenata, Illuminata, The Opportunists, Amore estremo - Tough Love, 5 dollari al giorno, 7 psicopatici, Eddie the Eagle - Il coraggio della follia, L'unica
- Luciano Roffi in Kojak, Frenesie... militari, Homeboy, Batman - Il ritorno, Joe Dirt 2 - Sfigati si nasce
- Luca Biagini in Giulio Cesare, Uomini di parola, Una fragile armonia, Il profumo dell'erba selvatica, Il processo Percy
- Carlo Valli in Sentinel, The Maiden Heist - Colpo grosso al museo, Nonno questa volta è guerra
- Sergio Di Stefano in 007 - Bersaglio mobile, Il tesoro dell'Amazzonia, L'invidia del mio migliore amico
- Massimo Lodolo in Un topolino sotto sfratto, Kiss Toledo Goodbye, Cambia la tua vita con un click
- Ennio Coltorti in New Rose Hotel, L'intrigo della collana, Man on Fire - Il fuoco della vendetta
- Francesco Carnelutti in Kangaroo Jack - Prendi i soldi e salta, Dietro l'angolo, L'uomo dell'anno
- Michele Kalamera ne L'ultimo scoop, Il tocco del diavolo, Cosa fare a Denver quando sei morto
- Claudio Capone in Io e Annie, I mastini della guerra
- Saverio Moriones ne I cancelli del cielo, Romance & Cigarettes
- Cesare Barbetti in Milagro, Basquiat
- Sandro Acerbo in McBain, Le avventure di Joe Dirt
- Carlo Sabatini in Pulp Fiction, Ancora vivo - Last Man Standing
- Oreste Rizzini in 2 single a nozze - Wedding Crashers, Hairspray - Grasso è bello
- Massimo Giuliani ne Il cacciatore
- Franco Agostini ne Il segno degli Hannan
- Claudio De Davide ne La zona morta
- Paolo Lombardi ne Il gatto con gli stivali
- Romano Malaspina in Communion
- Piero Tiberi in King of New York
- Gaetano Varcasia ne La lunga strada verso la felicità
- Vittorio De Angelis in Amanti, primedonne
- Lorenzo Macrì ne I protagonisti
- Paolo Maria Scalondro in The Addiction - Vampiri a New York
- Gioacchino Maniscalco in Minuti contati
- Angelo Nicotra ne I perfetti innamorati
- Stefano De Sando in Bara con vista
- Emilio Cappuccio in Domino
- Ambrogio Colombo in Balls of Fury - Palle in gioco
- Gaetano Lizzio in Bulletproof Man
- Paolo Buglioni in The Power of Few - Il potere dei pochi
- Andrea Tidona in Jersey Boys
- Giorgio Bonino in Ancora una volta
- Rodolfo Bianchi in Una vita da gatto
- Angelo Maggi in Spara, uomo, spara al sole rosso (doppiaggio tardivo)
- Stefano Crescentini in Hawaii Squadra Cinque Zero (ridoppiaggio)

Da doppiatore è sostituito da:
- Franco Zucca in Ripper
- Massimo Lodolo in Z la formica
- Francesco Pezzulli in 30 Rock
- Giancarlo Magalli ne Il libro della giungla
- Gino La Monica ne L'era glaciale - La serie